# Eicomorpha
Eicomorpha is een geslacht van vlinders van de familie Uilen (Noctuidae), uit de onderfamilie Noctuinae.

## Soorten
- E. antiqua Staudinger, 1888
- E. epipsiloides Boursin, 1970
- E. koeppeni Alphéraky, 1896
- E. kuredestanica de Freina & Hacker, 1985